# Sventevith (Storming Near the Baltic)
Sventevith (Storming Near the Baltic) — музичний альбом гурту Behemoth. Виданий 1995 року лейблом Pagan Records. Загальна тривалість композицій становить 45:28. Альбом відносять до напрямку блек-метал.

## Список пісень
1. «Chant of the Eastern Lands» — 5:37
2. «The Touch of Nya (instrumental)» — 0:53
3. «From the Pagan Vastlands» — 4:24
4. «Hidden in the Fog»  — 6:45
5. «Ancient» — 1:57
6. «Entering the Faustian Soul» — 5:28
7. «Forgotten Cult of Aldaron» — 4:32
8. «Wolves Guard My Coffin» — 4:26
9. «Hell Dwells in Ice» — 5:45
10. «Transylvanian Forest» — 4:53
11. «Sventevith (Storming Near the Baltic)» — 6:07